# تام آلدریج
تام آلدریج (به انگلیسی: Tom Aldredge) (زاده ۲۸ فوریهٔ ۱۹۲۸-درگذشته ۲۲ ژوئیهٔ ۲۰۱۱) بازیگر آمریکایی بود.
از فیلم‌های معروف او می‌توان به بازی در فیلم پیامی در بطری، بازی ۶، در مورد باب چطور؟، هذیان‌گو، سگ‌های چمن و صبح تو را می‌بینم اشاره کرد.